# Phlugidia
Phlugidia is een geslacht van rechtvleugeligen uit de familie sabelsprinkhanen (Tettigoniidae). De wetenschappelijke naam van dit geslacht is voor het eerst geldig gepubliceerd in 1993 door Kevan.

## Soorten
Het geslacht Phlugidia omvat de volgende soorten:
- Phlugidia africana Kevan, 1993
- Phlugidia usambarica Hemp, 2002